# Earlton, Kansas
Earlton är en ort i Neosho County i Kansas. Vid 2010 års folkräkning hade Earlton 55 invånare.